# Театральне мистецтво в Донецьку

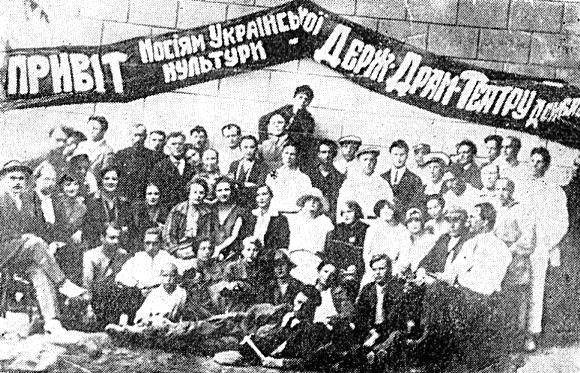
Колектив Дондерждрами — Вседонбасівського державного українського драматичного театру — першого українського театру Донбасу. Світлина 1929 р.

## З історії театрального мистецтва Донецька
Див. також Дондерждрама.
Історично першим у Донецьку був український драматичний театр, відомий як Дондерждрама — Вседонбасівський державний український драматичний театр (1928 р.). У 1930-х роках у Донбасі було 3 російських, 1 грецький і 10 українських пересувних театрів.

## Сучасні професійні театри

### Драматичний театр

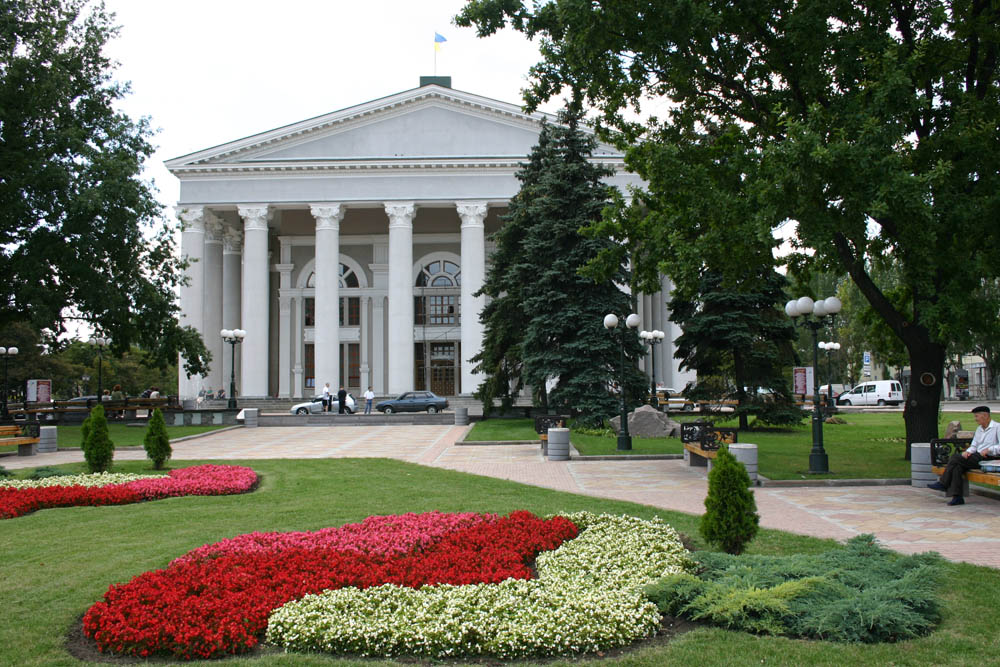
Драмтеатр

Сьогодні у Донецьку працює Донецький академічний український музично-драматичний театр. Художній керівник до 2012 р. — Марк Матвійович Бровун.
Театр є організатором проведення регіональних театральних фестивалів «Театральний Донбас» (з 1992 року) і фестивалю спектаклів для дітей та юнацтва «Золотий ключик» (з 1997 року).
З історії театру:
В 1933році з Харкова переїхав в Донецьк театр, котрий в 1941—1942 роках об'єднався з залишками ще трьох театрів: Горлівського, Артемівського і Іванівського і отримав назву театру музичної комедії і драми імені Артема.
Деякий час в Драмтеатрі актором працював Сергій Крутіков — музикант, лідер групи «Михей і Джуманджи».
У 2005 році на фронтоні театру встановили скульптуру Мельпомени.

### Театр опери та балету

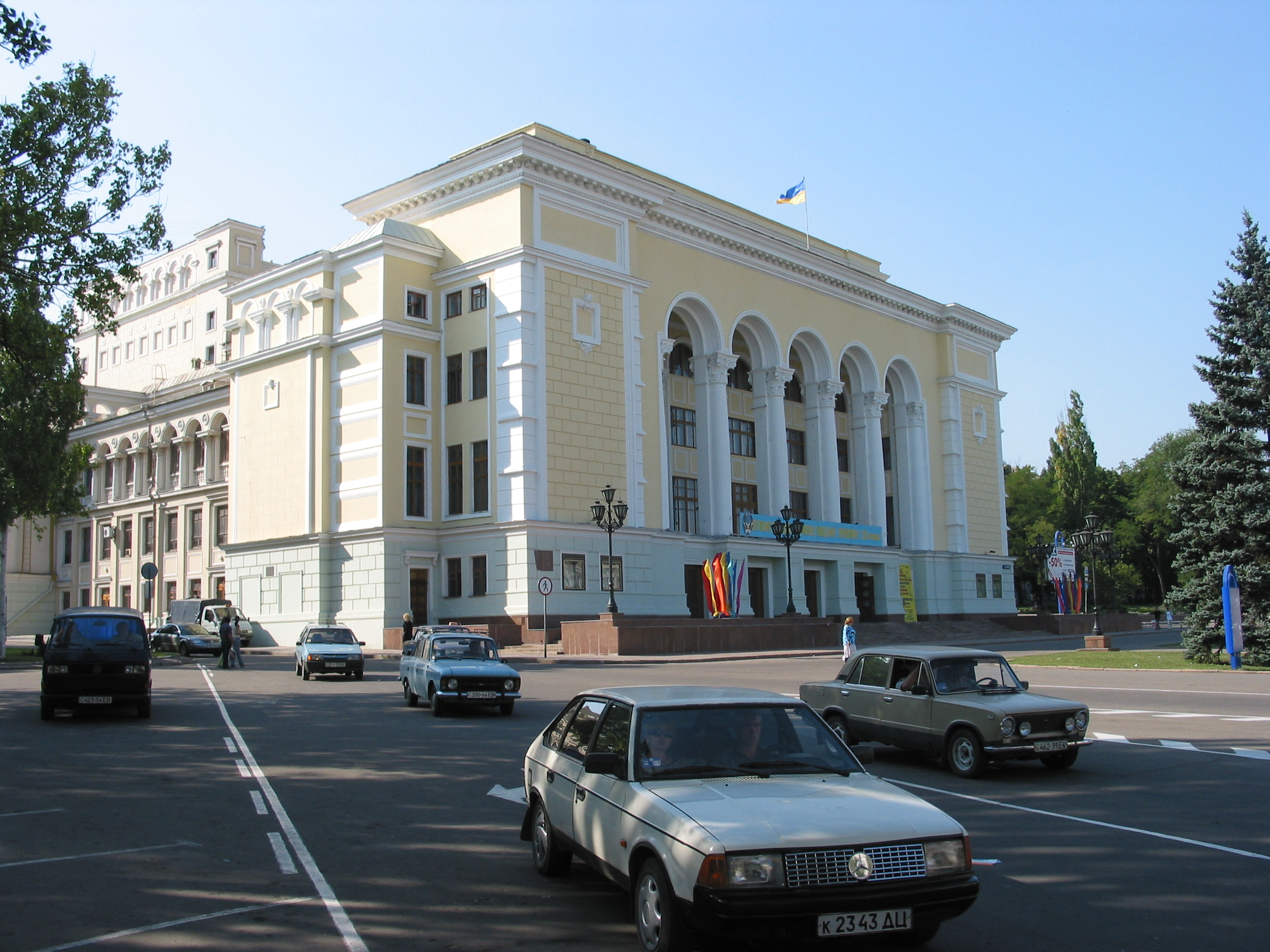
Театр опери та балету

Донецький академічний державний театр опери та балету імені Анатолія Солов'яненка. Назван на честь Анатолія Борисовича Солов'яненка — оперного співака, тенора. Художній керівник — народний артист України Вадим Писарев. Театр є організатором міжнародного фестивалю «Зірки світового балету» (з 1993 року).

### Театр ляльок

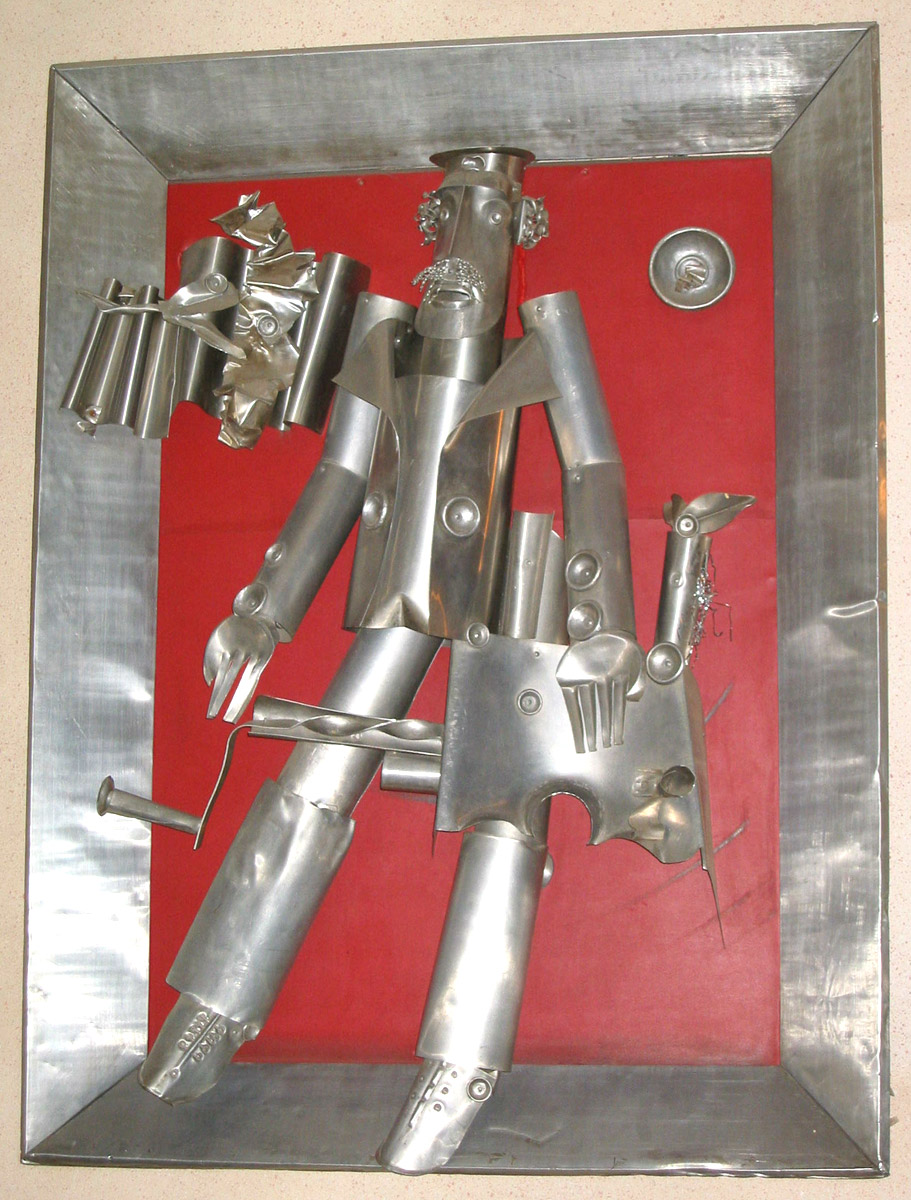
Елемент оздоблення інтер'єру в донецькому театрі ляльок

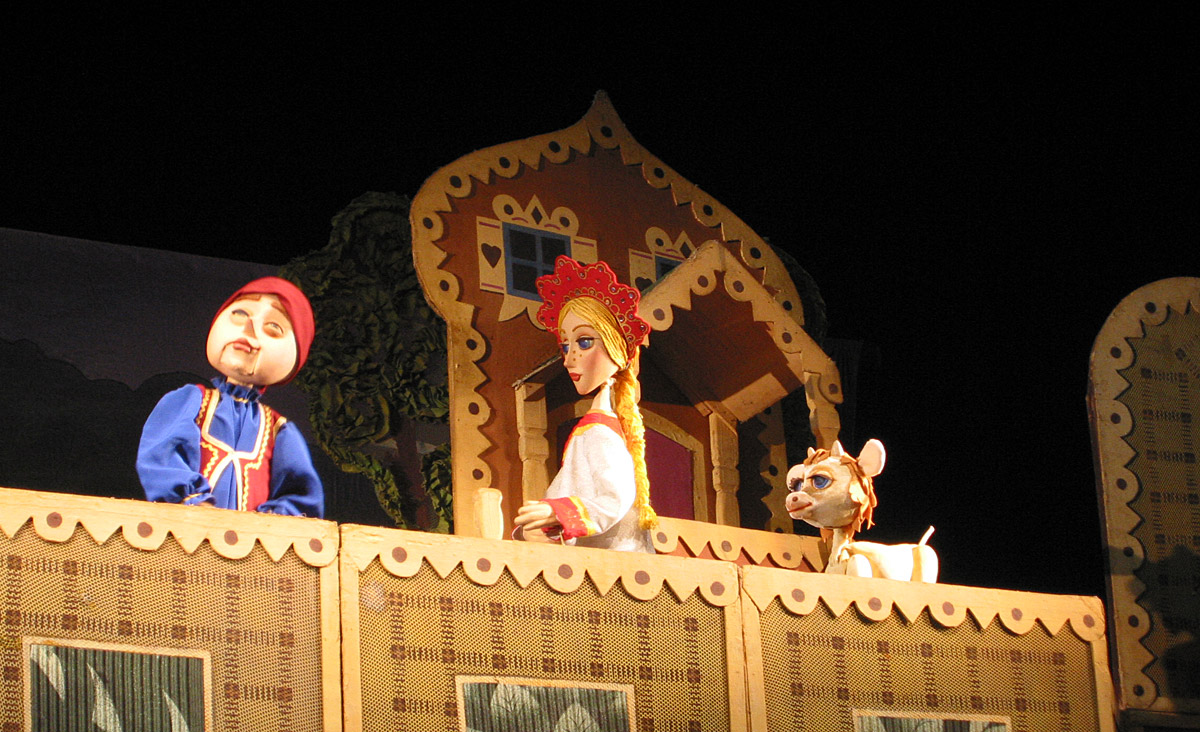
Спектакль «Сестра Альонушка і її брат Іванушка» в донецькому театрі ляльок

Донецький обласний театр ляльок — один із найстаріших театрів в Україні. Створений в 1933 році.

## Аматорські театри
- В 1896 році співробітники металургійного заводу створили музично-драматичний кружок. В 1915 році кружок нараховувал більш ніж 200 людей. Переважно, це були працівники адміністрації. На околицях Юзівки за кошти хазяїна шахти Ованесова-Аразова існувала театральна група під керівництвом головного бухгалтера шахти[2].

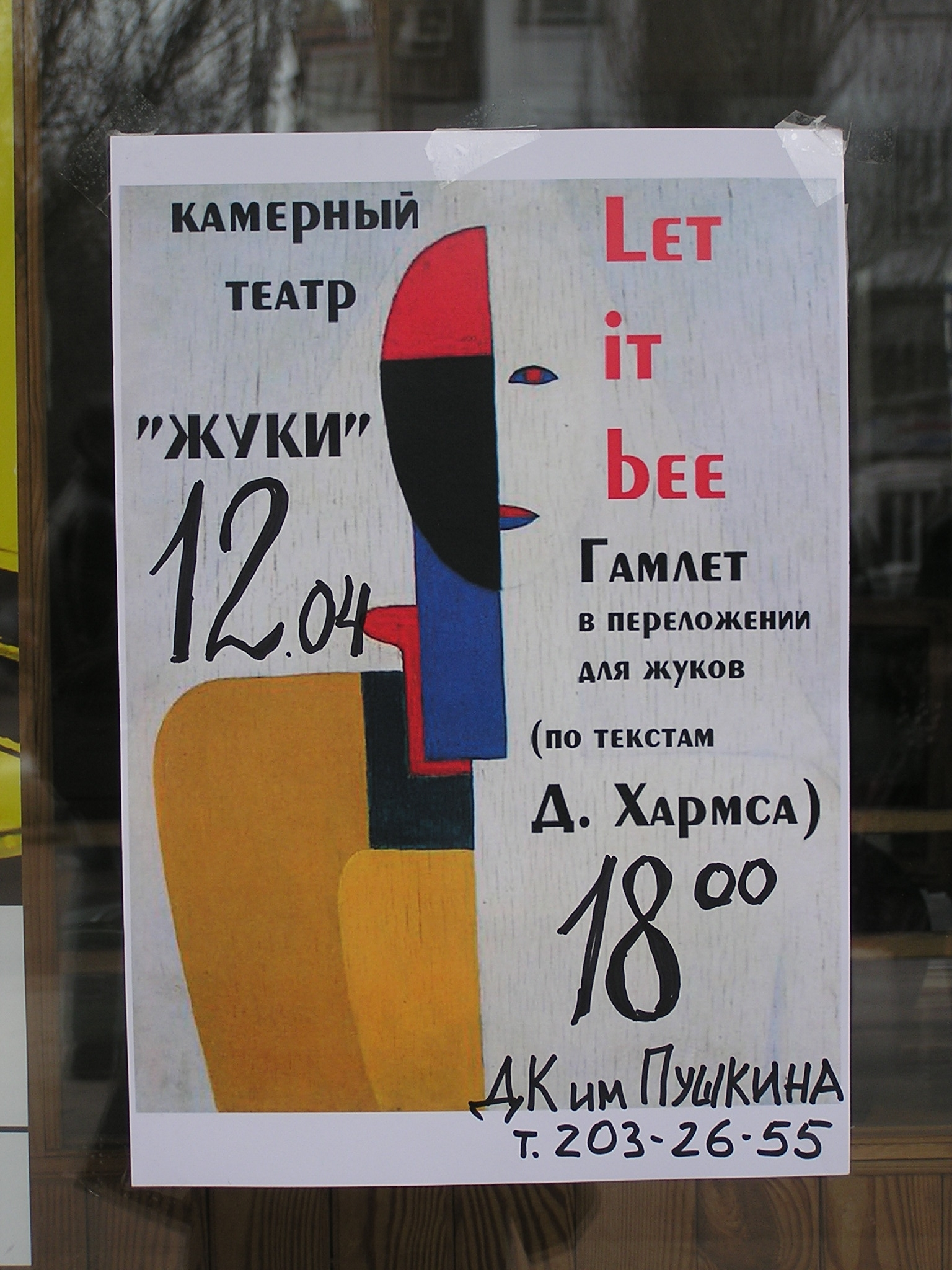
Афіша донецького камерного театру «Жуки»

- Камерна театр-студія «Жуки»[3] базується в ПК ім. Пушкіна. Режисер — Євгеній Чистоклетов. В 2004 році брав участь в Міжнародному Булгаковському фестивалі мистецтв. На першому фестивалі камерних вистав «Золота Хортиця» в Зароріжжі театр представлял варіації на тему роману Віктора Пелевина «Чапаєв і Порожнеча». З 2005 року виступають організаторами театрального фестивалю-лабораторії «Арт-Альтернатива».

- Театральна студія «П'яте колесо»[4]. Існує з 2002 року. Режисер-постановник: Володимир Лившиц. Режисер-педагог: Ірина Сметаніна. Театр багато гастролює і займає гарні позиції за відвідуванням серед аматорських театрів «Донецька».

- Театр «О» створений в 1999 році. Серед акторів — дошкільнята, школярі і студенти. Художній керівник театру — Васіна Людмила Викторівна. Найбільший аматорський театр Донецька. У 2006 році на обласному фестивалі — найкращий молодіжний театр області. У його репертуарі — спектакль за п'єсою Євгенія Шварца «Звичайне диво», котрий можна вважати «блокбастером» за відвідуванням глядачів.

- Молодіжна студія «1968». Створена в 2005 році Євгеніем Борисовичем Кошиним. Дебютувала в лютому 2006 року на фестивалі «Фантазії Данила Хармса». Дочірній проект Народного театру «О!». Студія спеціалізується не тільки на театрі: її учасники знімають аматорське кіно, пишуть книги, здійснюють постмодерністські постановки.

- Театральна група «Юz» Донецького національного технічного університету. Це театральний колектив, який складається з студентів і випускників університету. Керівник — Барсуков Євгеній Володимирович. Група була створена в 2004 році.

- «4 поверх» В донецькому ПМ «Юність» вже 22 роки працює Народна художня театр-студія «4 поверх», організатор і керівник Валентина Михайлівна Єфімова. Це єдина театр-студія, яка має, крім акторського складу, балетну групу. Нині в театрі-студії займається понад 100 чоловік, без вікових обмежень. В репертуарі театру-студії спектаклі: А. П. Чехов «Два жарти і сцена в одній дії», А. Самен «Поліфем», Бартенев «Куба, любов моя!», спектакль для дітей «Чудо в пір'ях» тощо. Театр-студія «4 поверх» має малу сцену, обладнану світловою і музичною апаратурою. На базі малої сцени в рамках проекту «Свободна сцена» будь-яка людина може реалізувати свої творчі можливості, не залежно від того, чи це музикант, письменник, актор або поет.

## Театральні фестивалі

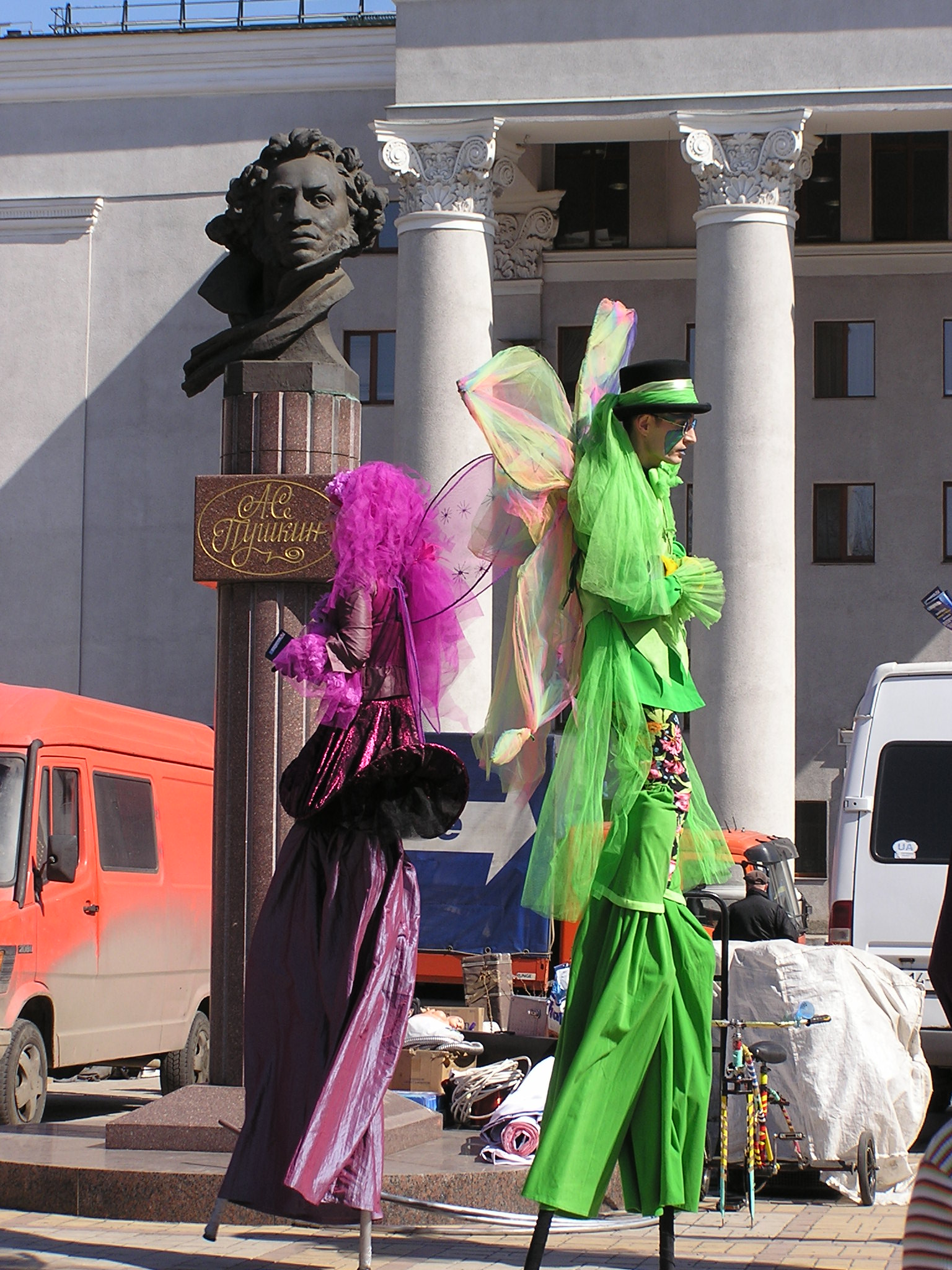
Фестиваль вуличних театрів, 2007 р.

У Донецьку регулярно проходять: міжнародний фестиваль «Зірки світового балету», регіональний театральний фестиваль «Театральний Донбас», фестиваль спектаклів для дітей і юнацтва «Золотий ключик».
У 2006 році в Донецьку проходив регіональний театральний фестиваль «Арт-Альтернатива».
29 березня 2007 року в Донецьку проходив фестиваль вуличних театрів. У ньому брали участь театральні групи «Воскресіння» (Львів, Україна), «АКТ» (Варшава, Польща), Київський Експериментальний Театр «Торба» (Київ, Україна), театр вогню «ЕКС» (Москва, Росія).

## Театральне життя в умовах окупації
З окупацією Донецька бойовиками «Донецької народної республіки» театральні заклади Донецька не були евакуйовані й продовжили свою роботу, але вже під опікою новоутвореного «міністерства культури ДНР».
Так, донецький оперний театр вже 27 жовтня приймав на своїй сцені лідера бойовиків О. Захарченка, який заспівав дуетом з Й. Кобзоном пісню «Я люблю тебя жизнь». 7 грудня 2014 театр отримав допомогу у сумі 1 млн рублів (близько 19 тис. USD) від солістки Великого театру Москви Анни Нетребко. Гроші були вручені особисто Олегу Царьову, за що той подарував співачці прапор ДНР.. У 2015 році театр гастролював на Уралі.
Донецький національний академічний український музично-драматичний театр скорегував свою назву, усунувши з неї прикметник «український» та перейшов на російську мову постановки спектаклів. Керівник музичної групи цього театру, Михайло Хохлов став відомим як автор пісні «Великий Донбас», яку бандформування визнало своїм офіційним гімном.
Донецький ляльковий театр також перейшов під опіку сепаратистського міністерства і у своїй назві отримав епітет «республіканський»